# Slag bij Poitiers (1356)

Overzicht van de Slag bij Poitiers

De Slag bij Poitiers was een veldslag tussen het koninkrijk Engeland en het koninkrijk Frankrijk die op 19 september 1356 plaatsvond bij Poitiers. De slag staat ook bekend onder de namen Slag van Maupertuis of Slag van Nouaillé en werd de tweede van de drie grote overwinningen voor Engeland in de Honderdjarige Oorlog.
Engeland werd aangevoerd door de Engelse prins van Wales, Eduard de "Zwarte Prins", en Frankrijk door Jan II. Bij de nederlaag werd Jan II bij Maupertuis door de Engelsen gevangengenomen.

## Verloop

### Voorbereidingen
In september 1356 had koning Jan II een voor die tijd zeer groot leger gemobiliseerd. Volgens tijdgenoten kwamen in Chartres 80.000 man bijeen.
Opperbevelhebber was Gautier de Brienne, hertog van Athene. De Franse koning, vier jonge koninklijke prinsen, de maarschalken Jean de Clermont en Arnoul d'Oudrehem, 26 graven en hertogen en 334 baanderheren trokken onder zijn leiding ten strijde.
Omdat het Franse leger op feodale basis was georganiseerd bracht ieder van de 360 magnaten een eigen legertje van ongeveer 150 mensen mee, waaronder de ridders die hen trouw waren verschuldigd. Iedere "banneret" had een eigen colonne met keuken, bagagewagens en tenten. Terwijl de pauselijke afgezanten probeerden om de twee grote christelijke koningen van een gevecht af te houden en de Zwarte Prins Zuid-Frankrijk plunderde en platbrandde, trok het Franse leger langzaam zuidwaarts. Veel opgeroepen edelen voegden zich nog bij het leger, anderen kwamen te laat voor de campagne. Frankrijk had een zwakke en onbekwame koning die door de steden niet met geld werd gesteund en geen discipline kon handhaven. Tot overmaat van ramp was Jan II niet geïnteresseerd in moderne oorlogsvoering, zoals de inzet van boogschutters met pantserdoorborende pijlen. Bij de Loire stuurde Jan de hulptroepen terug. Alleen de ridders van Frankrijk zouden het gevecht aangaan en alleen zij zouden in de glorie delen. Zo zette het Franse leger de achtervolging van het brandschattende Engelse leger in.

### De slag
Op zaterdag 17 september vond een schermutseling bij La Chaboterie (Saint-Sulpice-le-Verdon) plaats. De Franse verkenners werden door de Engelse voorhoede vernietigend verslagen, en de op losgeld beluste Engelsen en hun Zuid-Franse bondgenoten achtervolgden de vluchtende Fransen tot in de wijde omgeving. Door deze ongedisciplineerde achtervolging was het verband van de Engelse colonne echter verbroken. Om te kunnen hergroeperen moest de Zwarte Prins niet ver van Poitiers zijn kamp opslaan. Daar kreeg hij op zondagochtend het enorme en schitterend uitgedoste Franse leger in zicht.
Op zondag werd in principe niet gevochten. Deze godsvrede werd ook afgedwongen door kardinaal Talleyrand de Périgord (1301-1364), een aristocratische geestelijke met prebenden in Engeland én Frankrijk. De kardinaal wist de Zwarte Prins met zijn legersterkte van slechts 8000 man ervan te overtuigen dat onderhandelen nu verstandiger was dan strijd leveren. De Engelse prins bood in ruil voor zijn aftocht een wapenstilstand van zeven jaar, de vestingstad Calais, het graafschap Guînes aan de Kanaalkust, al zijn gevangenen en al zijn recente veroveringen aan, maar de Franse koning eiste dat de Zwarte Prins zélf in gevangenschap zou gaan. Terwijl de kardinaal vruchteloos tussen de beide kampen heen en weer reed, bouwden de Engelsen versterkingen op een voor hen gunstige plaats.
Misschien wilden de koning en de prins geen vrede en waren zij beiden op een confrontatie uit. Na veel onderlinge ruzies besloten de Fransen die zondagavond wat hun tactiek zou zijn. De Engelsen hadden zich op een steile en beboste helling verschanst en konden met de cavalerie moeilijk worden aangevallen. Rechts van hun linies waren moeilijk begaanbare wijngaarden en links liep een riviertje, de Fransen zouden dus te voet naderen (dit ook omdat Jan II terugdacht aan de slag bij Crécy waar de paarden de chaos veroorzaakten) waarbij 300 ruiters waaronder de drie ervaren aanvoerders Gautier de Brienne, Jean de Clermont en Arnoul d'Audrehem de eer van de ridderschap hoog zouden houden terwijl de onervaren 18-jarige kroonprins Karel, alsmede de 20-jarige Filips I van Orléans, de 17-jarige Lodewijk I van Anjou en de 16-jarige Jan van Berry vier frontaal aanvallende bataljons zouden leiden. Aan het dekken van de flanken had niemand gedacht.
Op maandag 19 september vielen de Fransen in de vroege ochtend aan. Een "regen van pijlen die de zon verduisterde" verwondde zoveel paarden en ruiters dat er in de Franse gelederen al vanaf het eerste ogenblik een verschrikkelijke chaos heerste. De gewonde paarden wierpen hun ruiters af en vertrapten de gevallen ridders die door het verschrikkelijke terrein niet konden opstaan. Gautier de Brienne en Jean de Clermont werden gedood en Arnoul d'Audrehem werd gevangengenomen.

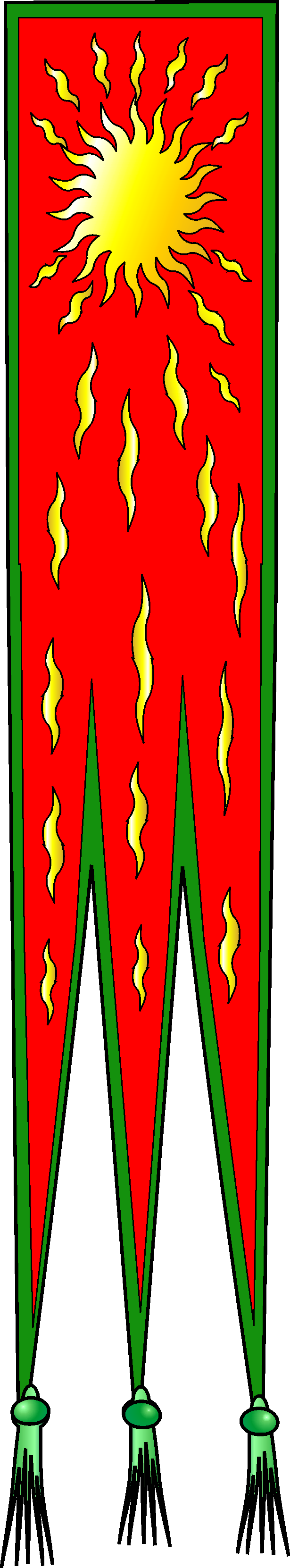
Oriflamme

Nu rukten de door de jonge prinsen aangevoerde ridders op, maar zij konden zich moeilijk een weg banen door de vele gewonde paarden en dode mannen die voor de Engelse linie lagen. Toen het vaandel van de Dauphin in Engelse handen viel, trokken de vier prinsen zich, misschien op bevel van de koning die zijn zonen wilde redden maar misschien ook op initiatief van hun lijfwacht, terug in de gelederen van de hertog van Orléans. Deze troepen werden daardoor aangemoedigd om het hazenpad te kiezen. Nu greep de Franse koning zelf in in het gevecht. Met de strijdleus "dood of de overwinning" stortte zijn bataljon zich op de vijand. Nu de boogschutters in dit zevende uur van de slag veel van hun pijlen hadden verschoten, hadden de Fransen een kans om alsnog te overwinnen.
De Franse koning was herkenbaar aan de standaard, de oriflamme, die achter hem werd gedragen. De standaard werd altijd fel verdedigd: als de standaard viel, dan had men verloren. De Engelse John Chandos raadde zijn meester aan met de reserve-cavalerie onder de Captal de Buch de Franse koning aan te vallen. Deze was, zo was Chandos' redenering, "te moedig om te vluchten", en het doden of gevangennemen van de koning zou de slag beslissen.

### Nederlaag
De lijfwacht van de koning verweerde zich dapper. Volgens de "chronique des quatre premiers Valois" struikelden de mannen over hun eigen darmen en stond de gewonde koning omringd door afgehouwen ledematen met zijn strijdbijl te zwaaien. Aan zijn zijde stond zijn veertienjarige zoon Filips, later Filips de Stoute genoemd, die volgens Chandos Herald zijn vader dapper bijstond en voor iedere onverwachte slag waarschuwde.
De oriflamme werd gedragen door de "volmaaktste ridder". De keus was op Geoffroy de Charny gevallen die met zijn vaandel dood aan de voeten van zijn koninklijke meester neerviel. Toen Denis de Morbeque, een Franse ridder uit Artesië die aan de Engelse zijde vocht zich daarop tot de koning richtte en deze vroeg om zich over te geven zodat hij naar de prins van Wales geleid kon worden, gaf de uitgeputte vorst de strijd op.
Het Franse leger sloeg nu massaal op de vlucht en probeerde, achtervolgd door de Engelsen, de veilige muren van het drie kilometer verder gelegen Poitiers te bereiken. Op het slagveld bleven 2426 dode Franse edelen achter. Eén aartsbisschop, dertien graven, vijf burggraven, 21 baronnen en 2000 ridders en schildknapen werden met hun koning en zijn jongste zoon gevangengenomen.

## Gevolgen
Het enorme prestigeverlies van de ridders, menigeen sprak ook over verraad, en de reusachtige losprijs voor de ruim tweeduizend gevangenen, stortte Frankrijk in een diepe crisis. Veel boeren kwamen in opstand (Jacquerie) en Frankrijk had geen politieke of militaire leiding meer. Geen van de ontkomen edelen deed in de dagen na de verloren slag een poging om de impopulaire koning te bevrijden. Opmerkelijk is dat de Franse ridders, na Crécy en Poitiers bij hun volgende confrontaties met de Engelsen steeds weer voor dezelfde tactiek kozen en ook bij de Slag bij Azincourt in 1415 door de Engelse boogschutters werden afgeslacht.
De slag bij Poitiers was een enorme nederlaag voor Frankrijk, met name ook voor de Orde van de Ster die juist was opgericht om meer discipline in het leger te kweken.